# Symplectoscyphus unilateralis
Symplectoscyphus unilateralis är en nässeldjursart som först beskrevs av Jean Vincent Félix Lamouroux 1824.  Symplectoscyphus unilateralis ingår i släktet Symplectoscyphus och familjen Sertulariidae. Inga underarter finns listade i Catalogue of Life.